# Marquet
Marquet es un despoblado español del municipio de Pont de Suert, perteneciente a la provincia de Lérida, en la comunidad autónoma de Cataluña.

## Toponimia
El lugar puede encontrarse referido como Marquet, Cuadra de Marquet y Quadra de Marquet.

## Historia
El lugar tuvo ayuntamiento propio. El municipio de Marquet desapareció de cara al censo de 1857, al incorporarse al de Pont de Suert. Hacia mediados del siglo XIX, el lugar tenía contabilizada una población de 20 habitantes. Aparece descrito en el decimotercer volumen del Diccionario geográfico-estadístico-histórico de España y sus posesiones de Ultramar de Pascual Madoz con las siguientes palabras:

QUADRA DE MARQUET: casa solar en la prov. de Lérida, part. jud. de Tremp, agregada al distrito municipal de Puente de Suert. sit. en un llano, entre los r. Noguera Rivagorzana y Flum de Tor, bien ventilada, aunque sujeta á hidropesías y asmas. Tiene una casa con capilla, con derechos de igl. parr., dedicada á la Concepcion, proveyendo el curato los dueños de la casa mediante la aprobacion del abad del monast. de la O. y de uno de la supresion de este, del diocesano de Lérida; hay ademas otra igl. en el térm. llamada de la Vírgen del Plá, y un cementerio bien sit. Confina el térm. en todas direcciones con el de Castelló de Tor, y dista 1/4 de hora por el N. y medio cuarto en las demas direcciones. Le cruzan los r. Noguera Rivagorzana y Flum de Tor, existiendo sobre este último una pequeña palanca: del primero se toman las aguas por una acequia, y se utilizan para el riego. El terreno es llano, tenaz y de mediana calidad, cultivándose 20 jornales de tiera, mitad prado y mitad de pan llevar, y 2 jornales de huerta. prod.: trigo, centeno y pastos; pesca de truchas. pobl.: 1 vec., 20 alm. riqueza imp.: 3,942 rs. contr.: el 14'48 por 100 de esta riqueza.
(Madoz, 1849, p. 307})